# ドナルド・N・スミス
ドナルド・ニッカーソン・スミス（Donald Nickerson Smith、1940年 - ）は、アメリカ合衆国の実業家。マクドナルドやバーガーキングなどのファストフードのフランチャイズの経営に関わった。

## 人物
スミスはマクドナルドでシニア・エクゼクティブ・ヴァイスプレジデント兼最高執行責任者(COO)を務めていたが、1977年、ヘッドハンティングによりバーガーキングに移って最高経営責任者(CEO)に就任し、「オペレーション・フェニックス」と呼ばれる様々な改革を行った。
1980年、バーガーキングの大手フランチャイジーであるダイヴァーシフーズ(Diversifoods)のCEOに就任した。スミスは、自身が取締役を務めるホリデイ・インと提携して、ダイヴァーシフーズを買収しようとしたが失敗し、1985年にCEOを辞任した。その後、ピザハットやタコベルの売上向上のためにペプシコに移籍した。
スミスが様々なファストフードの会社を渡り歩いたことにより、その手法は、ファストフード界における運営モデルや広告モデルの標準となった。